# 야안시
야안(아안, 중국어: 雅安, 병음: Yǎ'ān)은 중화인민공화국 쓰촨성의 지급시이다. 첫 번째 판다가 야안에서 발견되었다. 또한 인공적인 차 재배의 기원이 되는 곳이다.

## 지리
북위 28°51′10″—30°56′40″, 동경 101°56′26″—103°23′28″ 사이에 위치한다. 야안은 서쪽으로 티베트족 거주지역과 접한다.
쓰촨 분지의 서쪽에 위치한 야안 시는 해발이 높은 티베트고원과 평평한 청두 평원 사이의 중간 지대에 속한다. 북부는 충라이 산맥, 얼랑 산맥, 자진 산맥, 다쉐 산맥 등 매우 높은 산맥이 늘어서 있고, 가장 높은 지점은 5793m에 이른다. 시역의 북쪽과 서쪽, 남쪽에는 높은 산들이 늘어서 있고 4개의 강이 시가지를 통과해 흐른다. 시의 주요 하천은 다두허의 지류인 칭이 강이다.
대상령(니파산)이 시의 중앙을 동서로 관통해 남북의 기후가 크게 다르다. 북부의 연평균 기온은 15°C, 연평균 강수량은 1000~1750mm이다. 남부의 연평균 기온은 17~18°C이고 연평균 강수량은 750mm이다.
산지에서는 차의 재배가 활발하고, 멍딩 산(蒙頂山)에서 재배되는 몽정차(蒙頂茶)가 유명하다. 쓰촨 성의 서부를 주나라가 정복한 이래, 이곳에서 마시던 차가 한족에 소개되었고 진의 촉 정복으로 중국내에 차 습관이 퍼졌다.
| 야안시의 기후                                                 | 야안시의 기후 | 야안시의 기후 | 야안시의 기후 | 야안시의 기후 | 야안시의 기후 | 야안시의 기후 | 야안시의 기후 | 야안시의 기후 | 야안시의 기후 | 야안시의 기후 | 야안시의 기후 | 야안시의 기후 | 야안시의 기후   |
| 월                                                            | 1월           | 2월           | 3월           | 4월           | 5월           | 6월           | 7월           | 8월           | 9월           | 10월          | 11월          | 12월          | 연간            |
| ------------------------------------------------------------- | ------------- | ------------- | ------------- | ------------- | ------------- | ------------- | ------------- | ------------- | ------------- | ------------- | ------------- | ------------- | --------------- |
| 역대 최고 기온 °C (°F)                                        | 18.2 (64.8)   | 22.1 (71.8)   | 27.7 (81.9)   | 33.2 (91.8)   | 35.1 (95.2)   | 34.9 (94.8)   | 35.2 (95.4)   | 35.4 (95.7)   | 34.9 (94.8)   | 28.7 (83.7)   | 24.5 (76.1)   | 19.6 (67.3)   | 35.4 (95.7)     |
| 일평균 최고 기온 °C (°F)                                      | 9.6 (49.3)    | 12.3 (54.1)   | 17.1 (62.8)   | 22.8 (73.0)   | 26.2 (79.2)   | 28.5 (83.3)   | 30.4 (86.7)   | 30.1 (86.2)   | 25.4 (77.7)   | 20.5 (68.9)   | 16.0 (60.8)   | 10.9 (51.6)   | 20.8 (69.5)     |
| 일일 평균 기온 °C (°F)                                        | 6.4 (43.5)    | 8.6 (47.5)    | 12.6 (54.7)   | 17.6 (63.7)   | 21.1 (70.0)   | 23.7 (74.7)   | 25.5 (77.9)   | 25.2 (77.4)   | 21.5 (70.7)   | 17.0 (62.6)   | 12.8 (55.0)   | 7.9 (46.2)    | 16.7 (62.0)     |
| 일평균 최저 기온 °C (°F)                                      | 4.4 (39.9)    | 6.2 (43.2)    | 9.6 (49.3)    | 14.1 (57.4)   | 17.7 (63.9)   | 20.5 (68.9)   | 22.4 (72.3)   | 22.2 (72.0)   | 19.1 (66.4)   | 14.9 (58.8)   | 10.7 (51.3)   | 5.9 (42.6)    | 14.0 (57.2)     |
| 역대 최저 기온 °C (°F)                                        | −2.8 (27.0)   | −1.6 (29.1)   | −0.7 (30.7)   | 3.2 (37.8)    | 10.0 (50.0)   | 14.3 (57.7)   | 17.1 (62.8)   | 16.6 (61.9)   | 12.9 (55.2)   | 4.8 (40.6)    | 1.2 (34.2)    | −3.9 (25.0)   | −3.9 (25.0)     |
| 평균 강수량 mm (인치)                                         | 19.9 (0.78)   | 30.3 (1.19)   | 53.0 (2.09)   | 94.6 (3.72)   | 137.6 (5.42)  | 177.2 (6.98)  | 348.5 (13.72) | 442.9 (17.44) | 176.7 (6.96)  | 98.4 (3.87)   | 47.7 (1.88)   | 22.4 (0.88)   | 1,649.2 (64.93) |
| 평균 강수일수 (≥ 0.1 mm)                                      | 13.9          | 14.2          | 17.3          | 17.2          | 17.7          | 18.9          | 19.0          | 18.6          | 20.2          | 21.1          | 15.6          | 13.7          | 207.4           |
| 평균 강설일수                                                 | 2.1           | 0.7           | 0             | 0             | 0.2           | 0.2           | 0.4           | 0.5           | 0.3           | 0.4           | 0.2           | 0.5           | 5.5             |
| 평균 상대 습도 (%)                                            | 79            | 78            | 75            | 73            | 72            | 75            | 78            | 79            | 82            | 84            | 82            | 81            | 78              |
| 평균 월간 일조시간                                            | 42.9          | 46.9          | 76.2          | 101.9         | 102.2         | 93.4          | 118.1         | 125.6         | 58.3          | 42.2          | 47.4          | 46.2          | 901.3           |
| 가능 일조율                                                   | 13            | 15            | 20            | 26            | 24            | 22            | 28            | 31            | 16            | 12            | 15            | 15            | 20              |
| 출처: 중국기상국 (평년값: 1991년~2020년, 극값: 1971년~2000년) |               |               |               |               |               |               |               |               |               |               |               |               |                 |

## 역사
고대는 청의강국(青衣羌国)의 땅이며, 진은 촉군의 엄도현(严道县)을 설치했다. 전한 시대에는 추가로 사현(徙县), 모우현(旄牛县), 청의현(青衣县)등이 설치되었다. 한때 몽골계 민족이 지배했지만, 5세기 말에 한족이 탈환했다. 수대 이후는 아주(雅州)로 불렸고 청은 아안부(雅安府)를 두었다. 1912년에 야안 현이 되었고, 처음에는 쓰촨 성, 이후 시캉 성, 다시 쓰촨 성의 일부가 되어 현재에 이르고 있다. 2000년에 야안 지구가 폐지되고 야안 시가 되었다.

## 교통

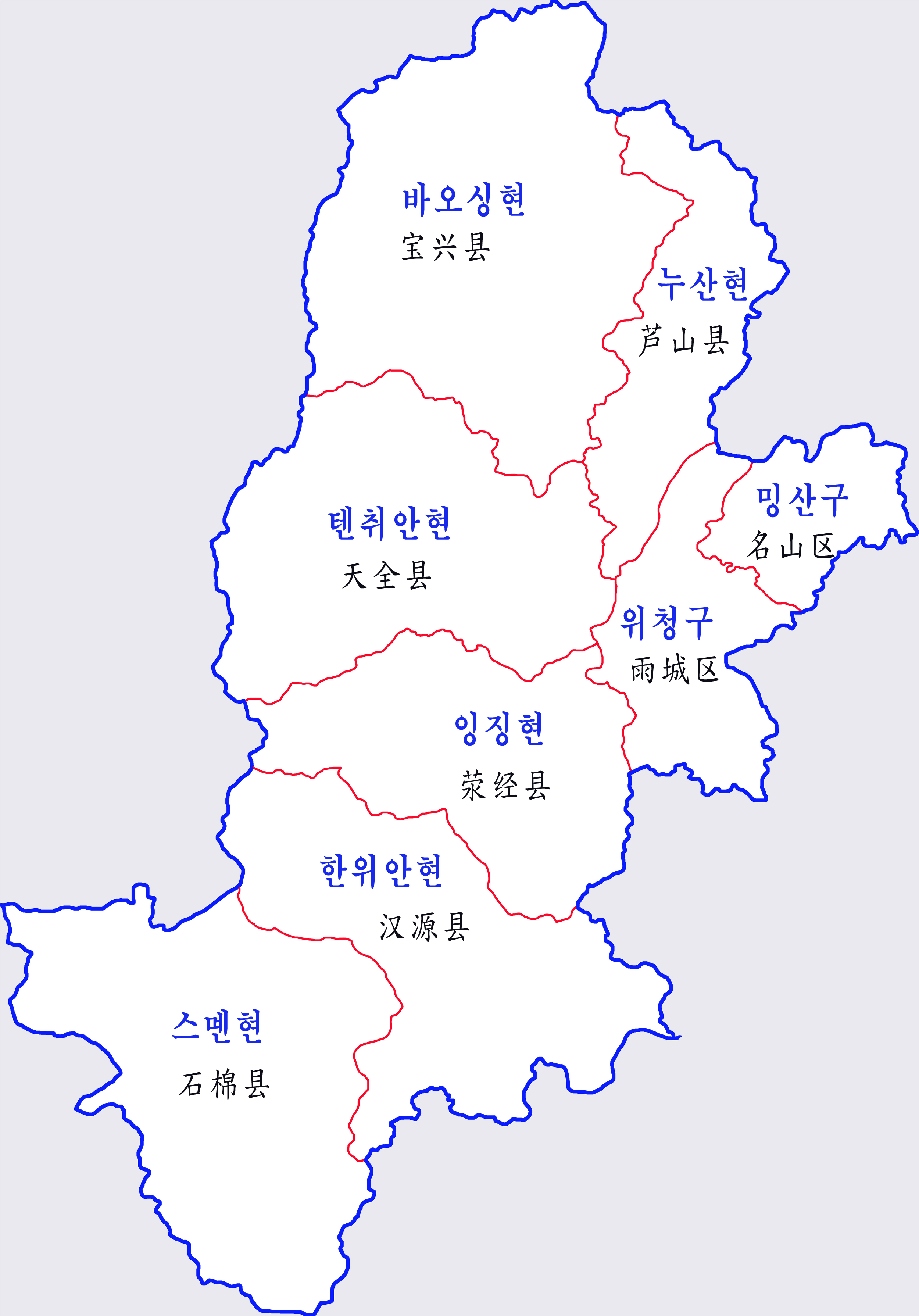
야안시 현급 행정구역도

- 318번 국도

## 행정 구역
2개의 시할구, 6개의 현을 관할한다.
- 위청 구(雨城区)
- 밍산 구(名山区)
- 잉징 현(荥经县)
- 한위안 현(汉源县)
- 스몐 현(石棉县)
- 톈취안 현(天全县)
- 루산 현(芦山县)
- 바오싱 현 (宝兴县)

## 같이 보기
- 바오싱현
- 시캉성